# Ökumenisches Kirchenmusikfestival Köln
Das Ökumenische Kirchenmusikfestival Köln findet seit 1997 in 2- bis 3-jährlichem Turnus jeweils im Herbst an ausgesuchten Spielstätten, vornehmlich Kirchen in Köln und aus dem Kölner Raum, statt und präsentiert Sakralmusik aller Stilepochen mit Schwerpunkten auf Orgel- und Chormusik unter Beteiligung regionaler und internationaler Künstler.
Das Festival geht auf eine Initiative des katholischen Regionalkantors Wilfried Kaets zurück, der die künstlerische Leitung innehat. Es wird in Kooperation des Gesamtverbandes der katholischen Kirchengemeinden der Stadt Köln und des evangelischen Stadtkirchenverbandes Köln durchgeführt. Neben klassischen Werken der Sakralmusik sind regelmäßig Uraufführungen von Neukompositionen (darunter Auftragswerke für das Festival) und innovative Projekte (Installationen, Ambient Music, musikalische Wanderungen u. Ä.) zu erleben. Die Festivals stehen jeweils unter einem prägenden Motto, das in der Programmgestaltung durch die beteiligten Künstler umgesetzt wird.
Die Festivalkonzerte ziehen regelmäßig mehr als 10.000 Zuhörer an, Höhepunkte wie die „Konzertante Nacht der Kirchenmusik“, Eröffnungs- oder Abschlusskonzerte im Kölner Dom haben alleine Publikumszahlen bis zu 2000.